# Guy Badeaux
Pour les articles homonymes, voir Badeaux.
 (novembre 2018).
Si vous disposez d'ouvrages ou d'articles de référence ou si vous connaissez des sites web de qualité traitant du thème abordé ici, merci de compléter l'article en donnant les références utiles à sa vérifiabilité et en les liant à la section « Notes et références ».
Guy Badeaux, connu sous le pseudonyme de Bado, est un dessinateur de presse québécois, caricaturiste, scénariste et dessinateur de bande dessinée, né le 21 mai 1949 à Montréal au Québec (Canada).
Il est surtout renommé pour ses caricatures éditoriales, qu'il signe sous le pseudonyme de Bado, dans le quotidien Le Droit  en Outaouais.

## Biographie
Natif de Montréal, Guy Badeaux fait ses études en arts plastiques au Cégep du Vieux Montréal et séjourne un an en Europe en 1971, pour ensuite choisir définitivement le métier de dessinateur.
Dans les années 1970, Bado réalise des bandes dessinées pour le magazine de bande dessinée québécoise Baloune, pour Mainmise et Le Temps Fou. Il collabore aussi aux débuts du magazine satirique Croc.
Bado commence sa carrière de caricaturiste à Montréal dans la section financière de The Gazette, la poursuit dans le cahier des arts du journal Le Devoir puis dans la page éditoriale du Jour Hebdo. En mai 1981, il déménage à Ottawa pour y travailler dans le quotidien francophone de la capitale. En 1991, il obtient un prix national canadien, le National Newspaper Awards (en) pour le meilleur dessin éditorial publié dans l'année, représentant le premier ministre du Québec de l'époque, Robert Bourassa.
Bado aide à fonder l'Association canadienne des dessinateurs éditoriaux, en 1995, et la préside pendant cinq ans. Il a été, pendant 22 ans, le rédacteur en chef de la revue annuelle Portfoolio: The Year's Best Canadian Editorial Cartoons.
Treize recueils de ses dessins éditoriaux ont été publiés jusqu'à maintenant.

### Albums
- Tout Bado... ou presque, recueil de caricatures et de bandes dessinées, préface de Jean-Guy Moreau, 1979, éditions Baloune, Montréal ;
- Ça va fumer, recueil de caricatures, 1984, éditions Croc, Montréal ;
- La jeunesse d'aujourd'hui, recueil de caricatures, 1988, éditions Asticou, Hull ;
- Les années 1990, recueil de caricatures, préface de Michel C. Auger, 1993, éditions Prise de parole, Sudbury ;
- 1997 ne sera pas Jojo, recueil de caricatures, 1997, éditions Vents d'Ouest, Hull ;
- Salades du chef, recueil de caricatures, préface de Pierre Légaré, 2000, éditions L'Interligne, Ottawa ;
- Tout a changé le 11 septembre, recueil de caricatures, préface de Michel Gauthier, 2003, éditions L'Interligne, Ottawa ;
- Bado 2004 et même plus !, recueil de caricatures, 2004, éditions L'Interligne, Ottawa ;
- Sans dessins du prophète, recueil de caricatures, préface de Plantu, 2011, éditions David, Ottawa.
- Vous êtes en feu!, recueil de caricatures, préface de Raymond Saint-Pierre, 2014, éditions David, Ottawa.
- Qui ça bêtes et méchants?, recueil de caricatures, 2016, éditions David, Ottawa.
- Cette fois, Trump a été trop loin!,recueil de caricatures, 2019, éditions David, Ottawa.
- On n'est jamais trop prudent, recueil de caricatures, 2022, éditions David, Ottawa.

### Périodiques

#### Magazines
- Baloune[2], revue de BD québécoises 1977-1978 ;
- Croc, revue satirique québécoise, 1979-1981.

#### Journaux
- Le Droit, quotidien francophone d'Ottawa, 1981 à aujourd'hui.

## Distinctions

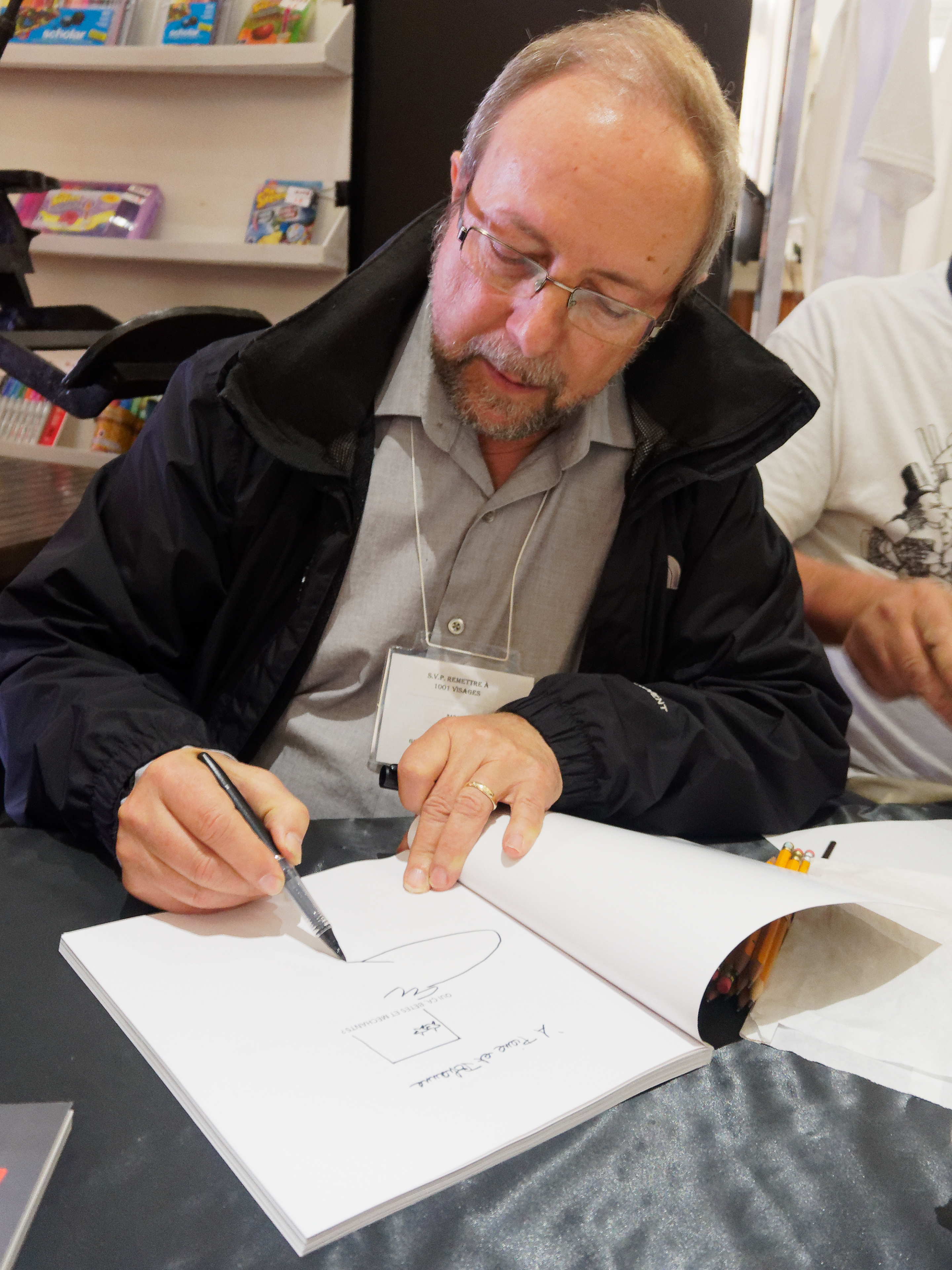
Bado dédicace son plus récent recueil de caricatures éditoriales lors de l'événement 1001 Visages, 2017

- 1991 :  Lauréat National Newspaper Awards (en) pour le meilleur dessin éditorial[3], Concours canadien de journalisme de l'Association canadienne des journaux ;
- 2007 :  Lauréat Prix Robert-LaPalme[4],[5], IIe Festival 1001 Visages de la caricature, Bain Mathieu, Montréal[6] ;
- 2009 : Lauréat Prix d'excellence du Concours de dessin éditorial, Association des correspondants des Nations unies ;
- 2014 :  Mention d’honneur au Concours international d’arts visuels Juste pour rire 2014 à la Place des Arts de Montréal[7].